# اکسیژن مورد نیاز شیمیایی
در شیمی محیط زیست اکسیژن مورد نیاز شیمیایی (به انگلیسی: Chemical oxygen demand) یا (به انگلیسی: COD) آزمونی است که به‌طور غیرمستقیم مقدار کل مواد آلی موجود در آب را اندازه‌گیری می‌کند. آزمون اکسیژن مورد نیاز شیمیایی به سهولت و در زمان کوتاه ۳ ساعت قابل انجام است.
COD از طریق دستگاه اسپکتروفتومتر یا توسط تیتراسیون رفلاکس بسته اندازه گیری می شود. 